# Discordia
Discordia [disko'rdia] (lat.nesloga, razdor), rimska božica nesloge i razdora; stalna prijateljica božice rata Belone.
Izjednačena je s grčkom božicom svađa Eridom.